# Conophyma nigripes
Conophyma nigripes är en insektsart som beskrevs av Ganna O. Naumovich 1986. Conophyma nigripes ingår i släktet Conophyma och familjen Dericorythidae. Inga underarter finns listade i Catalogue of Life.